# Теритоар дьо Белфор
Теритоар дьо Белфор (на френски: Territoire de Belfort, „Територия на Белфор“) е департамент в регион Бургундия-Франш Конте, източна Франция. Образуван е през 1922 година от единствената част на областта Елзас, която не е присъединена към Германия през 1871 година. В периода 1871 – 1922 година Белфор има особен статут и не е присъединен към никой департамент в очакване на връщането на Елзас. Площта на департамента е 609 км², а населението – 144 691 души (2016). Административен център е град Белфор.